# Tatsiana Markevitch
Tatsiana Markevitch (en biélorusse : Татьяна Маркевич, transcription anglaise : Tatsiana Markevich) est une joueuse de volley-ball  biélorusse née le 25 mars 1988 à Brest. Elle mesure 1,85 m et joue au poste de réceptionneuse-attaquante. Elle totalise 15 sélections en équipe de Biélorussie.

## Clubs
| Club                   | De           | À         |
| ---------------------- | ------------ | --------- |
| Kovrovschik Brest      |              | 2004-2005 |
| Slavyanka RSHVSM Minsk | 2005-2006    | 2006-2007 |
| Kommunalnik Mogilev    | 2007-2008    | 2009-2010 |
| Yeşilyurt İstanbul     | 2010-2011    | 2010-2011 |
| Azeryolservis          | 2011-2012    | 2011-2012 |
| Racing Club de Cannes  | 2012-2013    | 2012-2013 |
| VK AGEL Prostějov      | 2013-2014    | 2015-2016 |
| CS Volei Alba-Blaj     | 2016-2017    | 2016-2017 |
| CSM Bucureşti          | 2017-2018    | 2018-2019 |
| VK Dinamo-Metar        | 2019-2020    | 2019-2020 |
| İlbank Ankara          | janvier 2020 | …         |

## Palmarès
- Championnat de Biélorussie
  - Finaliste : 2008, 2010.
- Championnat de France (1)
  - Vainqueur : 2013.
- Coupe de France (1)
  - Vainqueur : 2013.
- Coupe de République tchèque
  - Vainqueur: 2014, 2015, 2016.
- Championnat de République tchèque
  - Vainqueur : 2014, 2015, 2016.
- Supercoupe de Roumanie
  - Finaliste: 2016.
- Championnat de Roumanie
  - Vainqueur : 2017, 2018.
  - Finaliste : 2019.
- Coupe de Roumanie
  - Vainqueur : 2017, 2018.